# Gora Matvejchuka
Gora Matvejchuka (englische Transkription von russisch Гора Матвейчука Gora Matweitschuka) ist ein Nunatak im ostantarktischen Mac-Robertson-Land. In den Prince Charles Mountains ragt er unmittelbar westlich des Mount Bayliss und östlich des Mount Menzies auf.
Russische Wissenschaftler gaben ihm seinen Namen. Der Namensgeber ist nicht überliefert.